# Caño (Cangas de Onís)
Caño (en asturiano y oficialmente: Cañu) es un lugar que pertenece a la parroquia de Cangas de Onís en el concejo homónimo (Principado de Asturias). Se encuentra a 68 m s. n. m. y está situada a 3 km de la capital del concejo, la ciudad de Cangas de Onís. 

## Población
En 2020 contaba con una población de 88 habitantes (INE 2020) repartidos en un total de 61 viviendas.

## Personas ilustres
- Berta Piñán (1963) escritora en asturiano y castellano y, desde el 25 de julio de 2019, Consejera de Cultura, Política Llingüística y Turismo del Principado de Asturias.[3]